# American Basketball Association 1969-1970
La stagione della American Basketball Association 1969-1970 fu la terza edizione del campionato ABA. I campioni furono gli Indiana Pacers, che sconfissero in finale i Los Angeles Stars.

## Squadre partecipanti
- Carolina Cougars
- Dallas Chaparrals
- Denver Rockets
- Indiana Pacers
- Kentucky Colonels
- L.A. Stars

- Miami Floridians
- N.O. Buccaneers
- N.Y. Nets
- Pittsburgh Pipers
- Washington Caps

## Classifica finale
Eastern Division
| Squadra           | V  | P  | %    | GB |
| ----------------- | -- | -- | ---- | -- |
| Indiana Pacers    | 59 | 25 | 70,2 | -  |
| Kentucky Colonels | 45 | 39 | 53,6 | 14 |
| Carolina Cougars  | 42 | 42 | 50,0 | 17 |
| New York Nets     | 39 | 45 | 46,4 | 20 |
| Pittsburgh Pipers | 29 | 55 | 34,5 | 30 |
| Miami Floridians  | 23 | 61 | 27,4 | 36 |

Western Division
| Squadra                | V  | P  | %    | GB |
| ---------------------- | -- | -- | ---- | -- |
| Denver Rockets         | 51 | 33 | 60,7 | -  |
| Dallas Chaparrals      | 45 | 39 | 53,6 | 6  |
| Washington Caps        | 44 | 40 | 52,4 | 7  |
| Los Angeles Stars      | 43 | 41 | 51,2 | 8  |
| New Orleans Buccaneers | 42 | 42 | 50,0 | 9  |

## Vincitore
| Campione ABA 1969-1970     |
| -------------------------- |
| Indiana Pacers (1º titolo) |

## Statistiche
| Categoria         | Giocatore          | Squadra                  | Stat |
| ----------------- | ------------------ | ------------------------ | ---- |
| Punti per gara    | Spencer Haywood    | Denver Rockets           | 30,0 |
| Rimbalzi per gara | Spencer Haywood    | Denver Rockets           | 19,5 |
| Assist per gara   | Larry Brown        | Washington Caps          | 7,1  |
| FG%               | Trooper Washington | Pittsburgh / Los Angeles | 55,0 |
| FT%               | Darel Carrier      | Kentucky Colonels        | 89,2 |
| 3FG%              | Darel Carrier      | Kentucky Colonels        | 37,5 |

## Premi ABA
- ABA Most Valuable Player Award: Spencer Haywood, Denver Rockets
- ABA Rookie of the Year Award: Spencer Haywood, Denver Rockets
- ABA Coach of the Year Award: Bill Sharman, Los Angeles Stars e Joe Belmont, Denver Rockets
- ABA Playoffs Most Valuable Player: Roger Brown, Indiana Pacers
- All-ABA First Team:
  - Rick Barry, Washington Caps
  - Spencer Haywood, Denver Rockets
  - Mel Daniels, Indiana Pacers
  - Bob Verga, Carolina Cougars
  - Larry Jones, Denver Rockets
- All-ABA Second Team:
  - Roger Brown, Indiana Pacers
  - Bob Netolicky, Indiana Pacers
  - Red Robbins, New Orleans Buccaneers
  - Louie Dampier, Kentucky Colonels
  - Donnie Freeman, Miami Floridians
- All-Rookie Team:
  - Mike Barrett, Washington Caps
  - John Brisker, Pittsburgh Pipers
  - Mack Calvin, Los Angeles Stars
  - Spencer Haywood, Denver Rockets
  - Willie Wise, Los Angeles Stars